# (15979) 1998 QW34
A (15979) 1998 QW34 a Naprendszer kisbolygóövében található aszteroida. A LINEAR projekt keretében fedezték fel 1998. augusztus 17-én.